# La Boverie
Pour les articles homonymes, voir Boverie.
La Boverie est un centre d'expositions liégeois qui a ouvert ses portes en mai 2016. Le musée est installé dans l'ancien Palais des beaux-arts de Liège de l'Exposition universelle de 1905 situé dans le parc de la Boverie. La Boverie accueille les collections du Musée des Beaux-Arts de Liège (BAL) et accueille des expositions temporaires d'envergure à un étage dédié.

## Historique
À la fin de l'année 2011, le musée d'art moderne et d'art contemporain ferme ses portes pour laisser place aux travaux qui donneront naissance à La Boverie. Les collections du MAMAC, du Fonds ancien et du cabinet des Estampes et des Dessins vont rejoindre le musée de l'art wallon au sein du complexe de l'îlot Saint-Georges et sont alors rassemblées pour former une seule entité, le musée des Beaux-Arts.
Les travaux débutent le 4 novembre 2013 et se terminent en janvier 2016 avec une inauguration pour les officiels le 4 mai 2016 et pour le public le 5 mai 2016.
Le 15 août 2016, soit un peu plus de trois mois après l'inauguration, 74 009 visiteurs avaient déjà franchi les portes du musée.

## Biens classés
Le musée compte plusieurs biens classés au patrimoine mobilier de la Fédération Wallonie-Bruxelles.
| Catégorie  | Sous-catégorie               | Nom du bien | Datation              | Illustration | BALaT |
| ---------- | ---------------------------- | --- | --------------------- | ------------ | ----- |
| Beaux-arts | Autres techniques picturales | Femme au bonnet, Vincent van Gogh | Janvier 1883          |              |       |
| Beaux-arts | Autres techniques picturales | Fonds du paysagiste liégeois Gilles-François Closson (six cent deux œuvres) | Milieu du XIXe siècle |              | 2     |
| Beaux-arts | Autres techniques picturales | Album d’Arenberg, Lambert Lombard | XVIe siècle           |              | 3     |
| Beaux-arts | Autres techniques picturales | Album dit de Clérembault, Lambert Lombard | XVIe siècle           |              | 4     |
| Beaux-arts | Peinture                     | Ensemble des 9 peintures dit de « la vente de Lucerne de 1939 » : 1. La Maison bleue, Marc Chagall, 1920 Provient de la Kunsthalle de Mannheim (Allemagne) 2. La Mort et les masques, James Ensor, 1897 Provient de la Kunsthalle de Mannheim (Allemagne) 3. Le sorcier d'Hiva-Oa ou Le Marquisien à la cape rouge, Paul Gauguin, 1902 Provient de la Städtische Galerie de Städel à Francfort (Allemagne) 4. Monte-Carlo, Oskar Kokoschka, 1925 Provient de la Städtische Galerie de Francfort (Allemagne) 5. Portrait de jeune fille, Marie Laurencin, 1924 Provient de la Städtisches Museum d’Ulm (Allemagne) 6. Le cavalier sur la plage, Max Liebermann, 1904 Provient de la Neue Staatgalerie de Munich (Allemagne) 7. Les chevaux bleus ou Chevaux au pâturage, Franz Marc, 1910 Provient de la Kunsthalle de Hambourg (Allemagne) 8. Le déjeuner, Jules Pascin, 1923 Provient de la Kunsthalle de Brême (Allemagne) 9. La famille Soler, Pablo Picasso, 1903 Provient de la Wallraf-Richartz Museum de Cologne (Allemagne) |                       |              |       |
| Beaux-arts | Peinture                     | Le Bassin du Commerce, Claude Monet | c. 1874               |              |       |
| Beaux-arts | Peinture                     | Bonaparte, Premier Consul (hors encadrement), Jean-Auguste-Dominique Ingres | 1804                  |              |       |
| Beaux-arts | Peinture                     | Promenade du dimanche au Bois de Boulogne de Henri Evenepoel | 1899                  |              |       |
| Beaux-arts | Peinture                     | La forêt (hors encadrement), René Magritte | 1927                  |              |       |
| Beaux-arts | Peinture                     | L'Homme de la rue (hors encadrement), Paul Delvaux | 1940                  |              |       |
| Beaux-arts | Peinture                     | Mariage mystique du bienheureux Herman-Joseph (hors encadrement), Jean-Guillaume Carlier | c. 1670-1675          |              |       |
| Beaux-arts | Peinture                     | Orphée aux enfers (hors encadrement), Gérard de Lairesse | 1662                  |              |       |
| Beaux-arts | Peinture                     | Ensemble de deux portraits (hors encadrement), Gérard Douffet | c. 1625-1630          |              |       |
| Beaux-arts | Peinture                     | Femme au corset rouge (hors encadrement), Adrien de Witte | 1880                  |              |       |
| Beaux-arts | Peinture                     | Le terril (hors encadrement), Cécile Douard | 1898                  |              | 40    |
| Beaux-arts | Sculpture                    | Buste de Grétry, Henri-Joseph Rutxhiel | 1804-1805             |              |       |

## Expositions temporaires
- En plein air (en collaboration avec le Musée du Louvre) du 5 mai 2016 au 15 août 2016 : 74 009 visiteurs[5].
- 21 rue la Boétie, du 22 septembre 2016 au 19 février 2017 : 150 000 visiteurs[6].
- 11ème Biennale de Gravure de Liège, du 17 mars 2017 au 14 mai 2017.
- Révolution bande dessinée, du 17 mars 2017 au 11 juin 2017.
- John Cockerill, 200 ans d'avenir, du 2 juin 2017 au 17 septembre 2017
- La Leçon d'Anatomie, 500 ans d'histoire de la médecine, du 21 juin 2017 au 17 septembre 2017
- Les royaumes de la mer, du 25 octobre 2017 au 21 janvier 2018
- Viva Roma (en collaboration avec le Musée du Louvre), du 25 avril 2018 au 26 août 2018
- Liège. Chefs-d'œuvre, du 21 décembre 2018 au 18 août 2019
- Luis Salazar, 40 ans de peinture, du 31 août 2019 au 20 octobre 2019
- Hyperrealism Sculpture. Ceci n'est pas un corps, du 22 novembre 2019 au 3 mai 2020 de Tempora
- Warhol, the american dream factory, du 2 octobre 2020 au 28 février 2021
- Inside Magritte, du 05 novembre 2021 au 18 avril 2022 de Tempora
- Charles Szymkowicz, le monde et l'intime, du 10 décembre 2021 au 18 avril 2022
- Costa Lefkochir. Le cheminement d'une quête, du 6 mai 2022 au 7 août 2022
- Collectionneuses Rotschild (en collaboration avec le Musée du Louvre), du 21 octobre 2022 au 26 février 2023
- Private Views, du 28 avril 2023 au 13 août 2023
- Bill Viola. Sculptor of Time, du 21 octobre 2023 au 28 avril 2024 de Tempora
- Les Mondes de Paul Delvaux, Du 04 octobre 2024 au 16 mars 2025

## Accès
L'inauguration (le 3 mai 2016) de la passerelle La Belle Liégeoise franchissant la Meuse permet aux piétons un accès direct au musée depuis la gare des Guillemins distante d'environ 800 m. Pendant les mois d'avril à octobre, une navette fluviale sur la Meuse relie le musée du Grand Curtius et le centre ville à la passerelle La Belle Liégeoise proche de La Boverie. Les automobilistes ont la possibilité de se garer au complexe commercial Médiacité (distance à pied d'environ 500 m).

## Publications
- Vincent Pomarède (dir.), En plein air, Liège, La Boverie, 2016, 215 p. (ISBN 9789082521016, OCLC 956785073)
- Jean-Marc Gay et Régine Rémon, Catalogue du Musée des Beaux-Arts de Liège, Liège, Éditions de la Ville de Liège, 2016, 408 p.
- Bulletin de La Boverie consacré à un sujet d’étude[8] :

1. Les Cahiers de La Boverie n°1, 2017, hors-série n°47.
2. Les Cahiers de La Boverie n°2, Raoul Ubac La donation Jacqueline et Alain Trutat.
3. Les Cahiers de La Boverie n°3, La fondation Darchi : un tremplin entre Liège et Rome.
4. Les Cahiers de La Boverie n°4, Sur les conseils du maître... le carnet de dessin de Jean Latour.

- Jean-Marc Gay, La Boverie. Catalogue des Collections du Musée des Beaux-arts de Liège, Liège, Snoeck, 2019, 296 p. (ISBN 9789461615329)
- Edith Schugers (ill. Caroline Kleinermann), À la découverte du musée. La Boverie, Liège, Jean Pierre Hupkens, 48 p.

## Identité visuelle

Ancien logo.
Logo actuel.